# Direct Fly

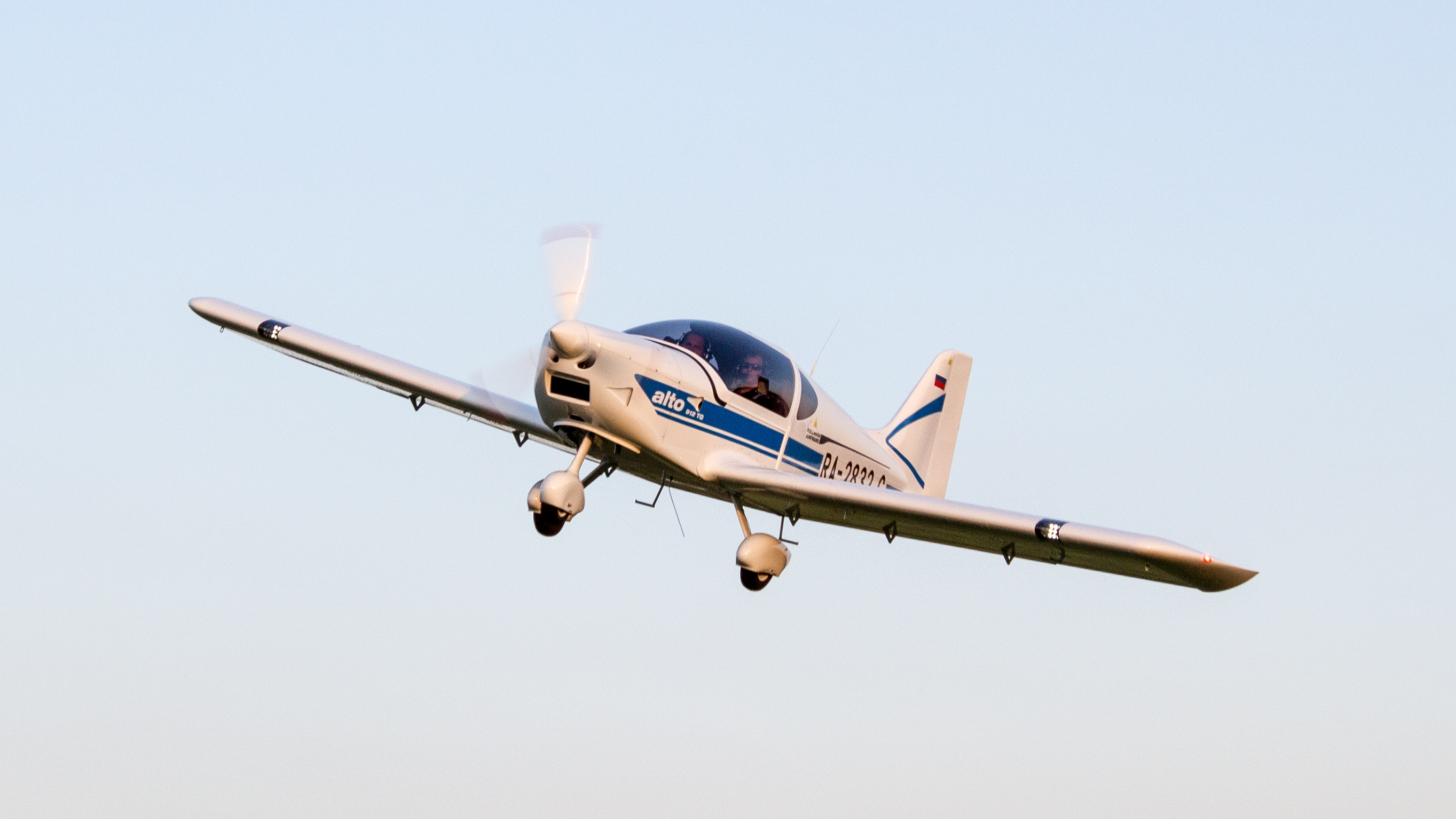
Alto 912 TG v letu

Direct Fly s.r.o. je český výrobce ultralehkých celokovových letadel. Firma se sídlem v Brně se zabývá vývojem a malosériovou výrobou malých sportovních letadel. Mezi vyvíjené typy letadel patří dolnoplošník ORANGE a hornoplošník STOL CRUISER, který je charakterizován schopností krátkého vzletu a přistání.
V současnosti Direct Fly aktivně vyrábí letadlo ALTO 912NG. Tento dvoumístný, rekreační letoun je dodáván jako stavebnice v určité fázi rozpadu nebo jako hotové letadlo. Jednoduchost konstrukce je vhodná zejména pro amatérské stavitele.

## Čínský trh
V roce 2016 byla podepsána smlouva mezi Direct Fly a čínskou společnosti Wanfeng Aviation ohledně transferu technologií. Později téhož roku byly čínským úřadem pro civilní letectví (CAAC) uděleny certifikáty opravňující k prodeji a provozu letadel ALTO v Číně. Od té doby proběhla řada školení čínských zaměstnanců v České republice na téma sestavování draku letadla, umístění a zapojení pohonné jednotky a zálet. V rámci technické podpory zaměstnanci Direct Fly podnikli několik cest za čínským zákazníkem. Při této příležitosti byl uskutečněn vůbec první let tohoto typu letadla na území Číny.